# زمین‌لرزه ۱۹۳۵ تایوان
زمین‌لرزه تایوان در تاریخ ۲۰ آوریل ۱۹۳۵ میلادی، برابر با ‎۳۰ فروردین ۱۳۱۴، ساعت ۲۲:۰۲:۰۲ به زمان یوتی‌سی در تایوان رخ داد. ژرفای این زلزله ۳۵ کیلومتر بود. بزرگی آن ۷٫۱ در مقیاس Ms اعلام شده‌است. زمین‌لرزه به وقت محلی در روز یکشنبه، ساعت ۶ روی داده و منطقه زمانی آن یوتی‌سی +۸ بوده‌است.
سازمان زمین‌شناسی آمریکا نیز جای این زمین‌لرزه را در مختصات ۲۴°۱۸′شمالی ۱۲۰°۴۸′شرقی / ۲۴٫۳°شمالی ۱۲۰٫۸°شرقی و بزرگی آنرا برابر با ۶ در مقیاس ریشتر اعلام کرده‌است.
شمار کشتگان زلزله حدود ۳۲۷۶ نفر بوده‌است. تعداد زخمیان ۱۲۰۵۳ نفر برآورده شده‌است.